# Korsakowo (Buriacja)
Korsakowo (ros. Корсаково) – wieś w Rosji, w Buriacji, w rejonie kabańskim. W 2010 liczyła 635 mieszkańców.